# Puthenvelikkara
Puthenvelikkara es una ciudad censal situada en el distrito de Ernakulam en el estado de Kerala (India). Su población es de 33372 habitantes (2011). Se encuentra a 33 km de Cochín y a 40 km de Thrissur.

## Demografía
Según el censo de 2011 la población de Puthenvelikkara era de 33372 habitantes, de los cuales 16251 eran hombres y 17121 eran mujeres. Puthenvelikkara tiene una tasa media de alfabetización del 94,87%, superior a la media estatal del 94%: la alfabetización masculina es del 96,58%, y la alfabetización femenina del 93,28%.